# Ам-Джерес
Ам-Джерес (фр. Am Djarass, араб. أم جرس‎) или Амджерес — город и супрефектура в Чаде, расположенный на территории региона Восточный Эннеди (до 2012 года — Эннеди). Является административным центром департамента Ам-Джерес.

## Географическое положение
Город находится в северо-восточной части Чада, в пределах южной оконечности плато Эннеди, на высоте 1020 метров над уровнем моря.
Ам-Джерес расположен на расстоянии приблизительно 938 километров к северо-востоку от столицы страны Нджамены.

## Климат
Климат города характеризуется как аридный жаркий (BWh в классификации климатов Кёппена). Среднегодовая температура воздуха составляет 25,6 °C. Средняя температура самого холодного месяца (января) составляет 20,1 °С, самого жаркого месяца (июня) — 30 °С. Расчётная многолетняя норма осадков — 124 мм. В течение года количество осадков распределено неравномерно, основная их масса выпадает в период с июня по октябрь. Наибольшее количество осадков выпадает в августе (61 мм).

## Население
По данным официальной переписи 2009 года численность населения Ам-Джереса составляла 44 556 человек (23 815 мужчин и 20 741 женщина). Дети в возрасте до 15 лет составляли 48,6 % от общего количества жителей супрефектуры.

## Транспорт
Ближайший аэропорт расположен в городе Ириба.